# Eisenhammer Edlhausen

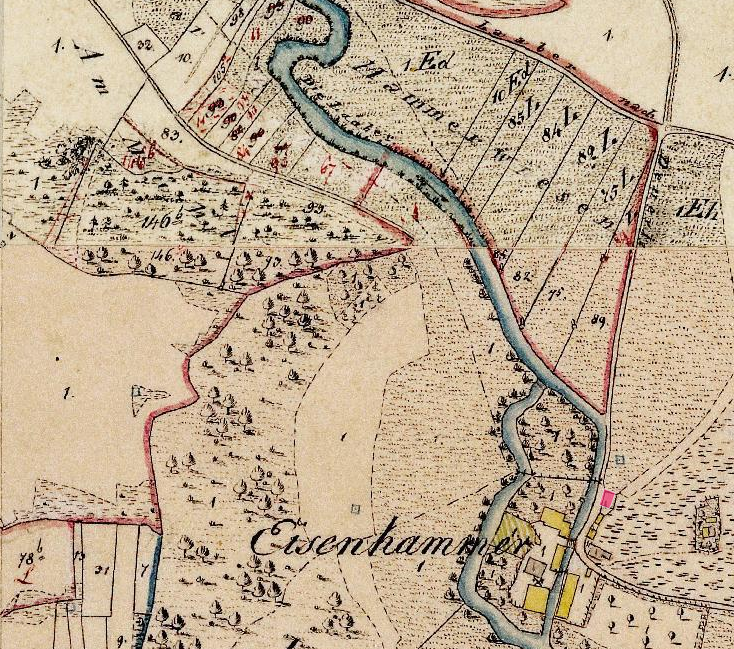
Lageplan von Eisenhammer Edlhausen auf dem Urkataster von Bayern

Der Eisenhammer Edlhausen war ein Eisenhammer an der Schwarzen Laber in dem gleichnamigen Ortsteil Edlhausen (heute Ortsteil Eisenhammer) der Oberpfälzer Gemeinde Laaber. Er wurde als Unterer Fürstenhammer gegründet, später wurde daraus die Edlmühle.

## Geschichte
In den Jahren 1605/1606 wurden hier auf Anordnung des Herzogs Philipp Ludwigs zwei Schienhämmer von Werkleuten aus der Steiermark errichtet. Sein Sohn  und Nachfolger Wolfgang Wilhelm von Pfalz-Neuburg, der über seine Mutter auch an die Vereinigten Herzogtümer Jülich-Kleve-Berg gekommen war, holte 1675 aus seinem neuen Herzogtum Solinger Klingenschmiede nach Edlhausen. Für die Klingenherstellung wurde Stahl benötigt, dazu musste das gewonnene Roheisen in einem Frischfeuer mit Hilfe von Sauerstoff von unerwünschten Beimengungen bereinigt und der Kohlenstoffanteil verringert werden. Das Roheisen wurde vom Hammer Philippsburg aus Sulzbach bezogen. Um diesen Vorgang durchzuführen, wurden im Hammerwerk Edlhausen zusätzliche Blasbälge eingebaut. Von Philippsburg wurden zwei Eisenluppen mit einem Gewicht von 5 Zentner und 40 Pfund sowie 4 Zentner und 80 Pfund angeliefert. Dieses wurde in Edlhausen zu Stahl ausgeschmiedet, wobei 62 Pfund ausgeschmiedeter und 82 Pfund unausgeschmiedeter Stahl produziert wurde.
Allerdings kam es trotz der Umrüstung des Hochofens und des Nachweises, dass die Herstellung von hochwertigen Stahl aus dem Eisen von Philippsburg möglich war, nicht zur Klingenproduktion. Die Solinger Klingenschmiede zogen sich am 29. Dezember 1675 wieder nach Solingen zurück. Obwohl eine Kostenrechnung günstig ausfiel, ist es zur Aufnahme einer größeren Stahlproduktion nicht gekommen. Die Anlagen zur Stahlherstellung wurden im Schloss Laaber eingelagert und das Projekt geriet in Vergessenheit.
Noch 1836 besteht die amtliche Bezeichnung Edelhauser Hammer. Im 19. Jahrhundert wurde das Werk in eine Glasschleife und ein Polierwerk umgebaut. 1874 zog Johann Frischmann von Dietersdorf hier her, der es bis zum Besitzer des Hammerschlosses brachte.